# Mohak
Mohak (Mohac) ist eine osttimoresische Aldeia im Suco Leohito (Verwaltungsamt Balibo, Gemeinde Bobonaro). 2015 lebten in der Aldeia 914 Menschen.

## Geographie
Mohak liegt im Zentrum des Sucos Leohito. Südwestlich befindet sich die Aldeia Rai Ulun, südlich die Aldeia Faloai, östlich die Aldeia Ferik Katuas und nordöstlich die Aldeia Aiasa. Im Norden grenzt Mohak an den Suco Balibo Vila.

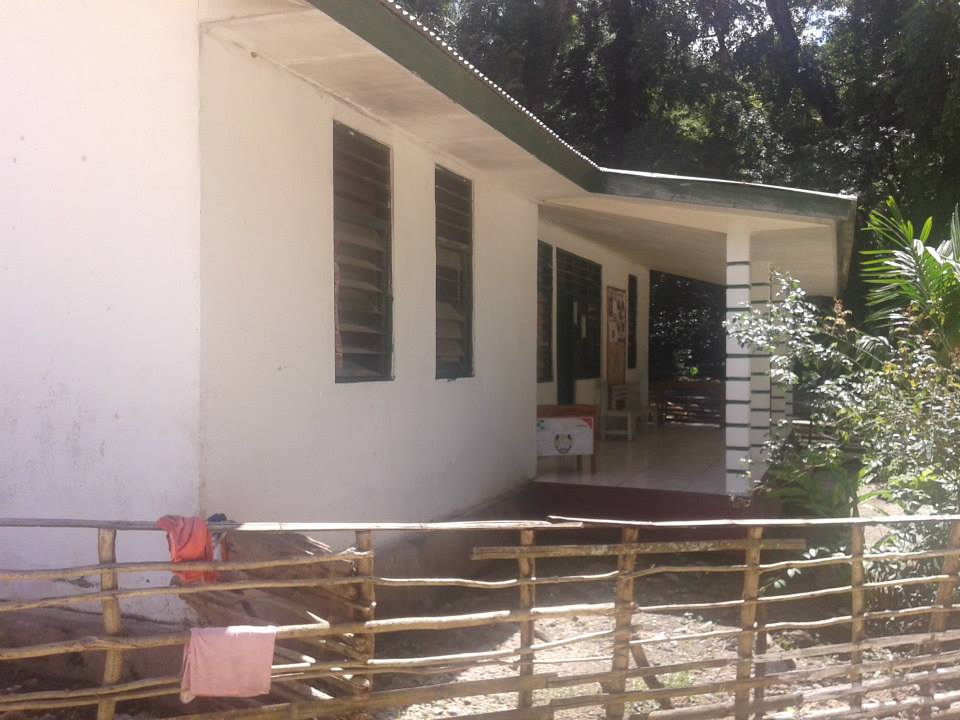
Hospital von Leohito

In Mohak treffen drei Straßen aus Balibo Vila im Norden, Ferik Katuas im Osten und Faloai im Süden aufeinander. Südlich davon liegt der Ort Mohak 1, der als Hauptort des Sucos auch „Leohito“ genannt wird. Neben dem Sitz des Sucos befinden sich hier ein Hospital, eine Kapelle und ein Stützpunkt der Unidade de Patrulhamento de Fronteira (UPF), der Grenzpolizei. Folgt man der Straße weiter nach Südosten gelangt man zum Ort Mohak 2. Östlich der Straßenkreuzung liegt der Ort Mohak 3.
Bei Mohak 1 bildet der Tishun (Tisun), ein kleiner Nebenfluss des Talau, den Tishun-Wasserfall (Lage). Nach Norden hin steigt das Land auf eine Meereshöhe von über 500 m an. An der Grenze zu Balibo erhebt sich der Berg Taruik Aidele (Lage). Sein Gipfel auf der anderen Seite der Grenze erreicht eine Höhe von 697 m.

## Politik
2023 wurde Olandino da Silva zum Chefe de Aldeia gewählt